# Mala smrdljika
Mala smrdljika (tršlja, trišalj krilasti, lat. Pistacia lentiscus) je vrsta dvodomne, zimzelene biljke iz roda Pistacia, porodica rujevke (Anacardiaceae). To je mediteranska biljka koja raste na širokom području od Izraela, preko Turske i Grčke do Španjolske. U Hrvatskoj raste diljem Dalmacije, uključujući i otoke.

## Opis
Raste kao grm visok 1-3 metara, rijetko kao stablo visine 8 metara. Kožasti listovi su naizmjenično raspoređeni na stabljici, te su dugi oko 5 centimetara. Cvjetovi su vrlo maleni, dvodomni. Raspoređeni su u poprilično gustim cvatovima. Muški cvjetovi su tamnocrveni, dok su ženski zelenkasti. Plod je u obliku koštunice promjera 4 milimetra, ispočetka crvene, kasnije potamni. Plod cvjetanja traje od ožujka do travnja.

## Mastika
Najveća korist tršlje je smola dobivena zarezivanjem kore, sušena na suncu, koja se naziva mastika. Najcjenjenija je ona s grčkog otoka Khíosa, gdje raste poseban varijetet koji proizvodi jako puno smole (Hijska mastika). Mastika ima široku primjenu kod osvježavanja daha (kao žvakaća guma, može se reći i najstarija), liječenja gingivitisa, te želučanih i dišnih tegoba. Često se koristi i u kulinarstvu.
Tijekom vladavine Otomanskog carstva na Khíosu mastika je bila vrlo cijenjena, pa je čak i dosezala cijenu zlata, a sultan je za njezinu krađu naređivao smrtnu kaznu. Tijekom pokolja na Khíosu, stanovnici mjesta Mastichochoria morali su sultana i njegov harem opskrbljivati tom dragocjenom smolom. Tursko ime za taj otok, Sakız Adası znači "otok gume".

## Vanjske poveznice
- Bonsai tršlja